# Copa J. League 2015
La Copa J. League 2015, también conocida como Copa Yamazaki Nabisco 2015 por motivos de patrocinio, fue la 40.ª edición de la Copa de la Liga de Japón y la 23.ª edición bajo el actual formato.
El campeón fue Kashima Antlers, tras vencer en la final al último campeón, Gamba Osaka. Por lo mismo, disputó la Copa Suruga Bank 2016 ante Santa Fe de Colombia, campeón de la Copa Sudamericana 2015.

## Formato de competición
La reglamentación principal se anunció el 16 de diciembre de 2014. Básicamente, se ha seguido la reglamentación del año anterior, aunque el cambio de formato de la Liga de Campeones de la AFC 2015 hizo que la conformación de los grupos de la Copa J. League 2015 fuera en parte irregular.
- Formaron parte del torneo los 18 equipos que participaron de la J1 League 2015. Shonan Bellmare volvió a la competición dos años después de su última aparición, mientras que Montedio Yamagata luego de cuatro años. Para Matsumoto Yamaga se trató de la primera participación en su historia. 
  - Gamba Osaka, Urawa Red Diamonds y Kashima Antlers, clasificados para la fase de grupos de la Liga de Campeones de la AFC 2015, estuvieron exentos de participar en la fase de grupos e ingresaron directamente a cuartos de final.
  - Kashiwa Reysol, que debía competir en las rondas previas de la Liga de Campeones de la AFC, estaría exento al igual que los tres equipos anteriores si llegaba a triunfar en esos duelos; de otro modo, ocuparía un lugar en la fase de grupos (grupo A). Finalmente, el conjunto de la Prefectura de Chiba ganaría su llave eliminatoria e ingresaría a la fase de grupos de la competición continental; en consecuencia, comenzó su participación en la Copa J. League 2015 en cuartos de final.
- Fase de grupos: Los restante 14 equipos fueron divididos en dos grupos de siete clubes cada uno. De esta manera, cada cuadro debió disputar seis juegos y quedar libre en alguna de las siete jornadas.
  - Grupo A: F.C. Tokyo, Shonan Bellmare, Ventforet Kofu, Matsumoto Yamaga, Albirex Niigata, Sanfrecce Hiroshima y Sagan Tosu.
  - Grupo B: Vegalta Sendai, Montedio Yamagata, Kawasaki Frontale, Yokohama F. Marinos, Shimizu S-Pulse, Nagoya Grampus y Vissel Kobe.
  - Para determinar el orden de clasificación de los equipos se utilizó el siguiente criterio:

1. Puntos obtenidos.
2. Diferencia de goles.
3. Goles a favor.
4. Resultado entre los equipos en cuestión.
5. Cantidad de faltas cometidas.
6. Sorteo.
Los dos mejores de cada grupo a la fase final.
- Fase final: se llevó a cabo entre los cuatro clubes provenientes de la primera fase junto con Gamba Osaka, Urawa Red Diamonds, Kashima Antlers y Kashiwa Reysol.
  - En cuartos de final y semifinales se enfrentaron en serie de dos partidos, a ida y vuelta. En caso de igualdad en el total de goles, se aplicaría la regla del gol de visitante y si aún persistía el empate se realizaría una prórroga, en donde ya no tendrían valor los goles fuera de casa. De continuar la igualdad en el marcador global, se realizaría una tanda de penales.
  - La final se jugó a un solo partido. En caso de empate en los 90 minutos se haría una prórroga; si aún persistía la igualdad se ejecutaría una tanda de penales.

## Calendario
Un resumen de las fechas se dio a conocer el 16 de diciembre de 2014, ampliado con más información el 22 de enero de 2015. Se esperó hasta último momento para ver si Kashiwa Reysol ganaba su llave preliminar en la Liga de Campeones de la AFC -de otra manera comenzaría a competir en la fase de grupos de la Copa de la Liga-. Como el equipo de la Prefectura de Chiba terminó derrotando a su adversario en esa instancia, arrancó su participación en la Copa J. League en cuartos de final. Cabe señalar que, de forma similar a la final del torneo de año anterior, el partido definitorio se llevó a cabo en el Estadio Saitama 2002.
| Etapa          | Ronda            | Ida                     | Vuelta                  | Observaciones                                                                             |
| -------------- | ---------------- | ----------------------- | ----------------------- | ----------------------------------------------------------------------------------------- |
| Fase de grupos | Fecha 1          | 18 de marzo de 2015     | 18 de marzo de 2015     | Libres: Sanfrecce Hiroshima (Grupo A) y Vissel Kobe (Grupo B)                             |
| Fase de grupos | Fecha 2          | 28 de marzo de 2015     | 28 de marzo de 2015     | Libres: Ventforet Kofu (Grupo A) y Kawasaki Frontale (Grupo B)                            |
| Fase de grupos | Fecha 3          | 8 de abril de 2015      | 8 de abril de 2015      | Libres: F.C. Tokyo (Grupo A) y Yokohama F. Marinos (Grupo B)                              |
| Fase de grupos | Fecha 4          | 22 de abril de 2015     | 22 de abril de 2015     | Libres: Shonan Bellmare (Grupo A) y Montedio Yamagata (Grupo B)                           |
| Fase de grupos | Fecha 5          | 20 de mayo de 2015      | 20 de mayo de 2015      | Libres: Albirex Niigata (Grupo A) y Vegalta Sendai (Grupo B)                              |
| Fase de grupos | Fecha 6          | 27 de mayo de 2015      | 27 de mayo de 2015      | Libres: Matsumoto Yamaga (Grupo A) y Nagoya Grampus (Grupo B)                             |
| Fase de grupos | Fecha 7          | 3 de junio de 2015      | 3 de junio de 2015      | Libres: Sagan Tosu (Grupo A) y Shimizu S-Pulse (Grupo B)                                  |
| Fase final     | Cuartos de final | 2 de septiembre de 2015 | 6 de septiembre de 2015 | Inicio de participación de los equipos clasificados a la Liga de Campeones de la AFC 2015 |
| Fase final     | Semifinales      | 7 de octubre de 2015    | 11 de octubre de 2015   | Participación de los ganadores de los cuartos de final                                    |
| Fase final     | Final            | 31 de octubre de 2015   | 31 de octubre de 2015   | Participación de los ganadores de las semifinales                                         |

## Fase de grupos

### Grupo A
| Equipo              | Pts | PJ | PG | PE | PP | GF | GC | DG |
| ------------------- | --- | -- | -- | -- | -- | -- | -- | -- |
| F.C. Tokyo          | 12  | 6  | 3  | 3  | 0  | 8  | 4  | +4 |
| Albirex Niigata     | 11  | 6  | 3  | 2  | 1  | 9  | 4  | +5 |
| Sanfrecce Hiroshima | 9   | 6  | 2  | 3  | 1  | 9  | 6  | +3 |
| Shonan Bellmare     | 9   | 6  | 2  | 3  | 1  | 5  | 5  | 0  |
| Sagan Tosu          | 8   | 6  | 2  | 2  | 2  | 3  | 4  | -1 |
| Matsumoto Yamaga    | 4   | 6  | 1  | 1  | 4  | 8  | 13 | -5 |
| Ventforet Kofu      | 2   | 6  | 0  | 2  | 4  | 4  | 10 | -6 |

| \| Fecha \| Lugar \| Local \| Resultado \| Visitante \| \| ----------- \| --------- \| ------------------- \| ----------------------------------------------------------------------------------------------------- \| ------------------- \| \| 18 de marzo \| Tosu \| Sagan Tosu \| 2:1 (enlace roto disponible en Internet Archive; véase el historial, la primera versión y la última). \| Matsumoto Yamaga \| \| 18 de marzo \| Chōfu \| F.C. Tokyo \| 2:1 \| Albirex Niigata \| \| 18 de marzo \| Hiratsuka \| Shonan Bellmare \| 1:0 \| Ventforet Kofu \| \| 28 de marzo \| Niigata \| Albirex Niigata \| 0:0 \| Sanfrecce Hiroshima \| \| 28 de marzo \| Tosu \| Sagan Tosu \| 0:0 \| Shonan Bellmare \| \| 28 de marzo \| Matsumoto \| Matsumoto Yamaga \| 1:1 \| F.C. Tokyo \| \| 8 de abril \| Niigata \| Albirex Niigata \| 1:0 \| Sagan Tosu \| \| 8 de abril \| Hiroshima \| Sanfrecce Hiroshima \| 2:2 \| Shonan Bellmare \| \| 8 de abril \| Kōfu \| Ventforet Kofu \| 1:3 (enlace roto disponible en Internet Archive; véase el historial, la primera versión y la última). \| Matsumoto Yamaga \| \| 22 de abril \| Matsumoto \| Matsumoto Yamaga \| 2:4 (enlace roto disponible en Internet Archive; véase el historial, la primera versión y la última). \| Sanfrecce Hiroshima \| \| 22 de abril \| Chōfu \| F.C. Tokyo \| 2:0 \| Sagan Tosu \| \| 22 de abril \| Kōfu \| Ventforet Kofu \| 2:2 \| Albirex Niigata \| \| 20 de mayo \| Chōfu \| F.C. Tokyo \| 2:1 \| Ventforet Kofu \| \| 20 de mayo \| Hiratsuka \| Shonan Bellmare \| 2:1 \| Matsumoto Yamaga \| \| 20 de mayo \| Tosu \| Sagan Tosu \| 1:0 \| Sanfrecce Hiroshima \| \| 27 de mayo \| Niigata \| Albirex Niigata \| 2:0 \| Shonan Bellmare \| \| 27 de mayo \| Hiroshima \| Sanfrecce Hiroshima \| 1:1 \| F.C. Tokyo \| \| 27 de mayo \| Kōfu \| Ventforet Kofu \| 0:0 \| Sagan Tosu \| \| 3 de junio \| Matsumoto \| Matsumoto Yamaga \| 0:3 \| Albirex Niigata \| \| 3 de junio \| Hiratsuka \| Shonan Bellmare \| 0:0 \| F.C. Tokyo \| \| 3 de junio \| Hiroshima \| Sanfrecce Hiroshima \| 2:0 \| Ventforet Kofu \| |           |                     | |                     |
| Fecha | Lugar     | Local               | Resultado                                                                                             | Visitante           |
| 18 de marzo | Tosu      | Sagan Tosu          | 2:1 (enlace roto disponible en Internet Archive; véase el historial, la primera versión y la última). | Matsumoto Yamaga    |
| 18 de marzo | Chōfu     | F.C. Tokyo          | 2:1                                                                                                   | Albirex Niigata     |
| 18 de marzo | Hiratsuka | Shonan Bellmare     | 1:0                                                                                                   | Ventforet Kofu      |
| 28 de marzo | Niigata   | Albirex Niigata     | 0:0                                                                                                   | Sanfrecce Hiroshima |
| 28 de marzo | Tosu      | Sagan Tosu          | 0:0                                                                                                   | Shonan Bellmare     |
| 28 de marzo | Matsumoto | Matsumoto Yamaga    | 1:1                                                                                                   | F.C. Tokyo          |
| 8 de abril | Niigata   | Albirex Niigata     | 1:0                                                                                                   | Sagan Tosu          |
| 8 de abril | Hiroshima | Sanfrecce Hiroshima | 2:2                                                                                                   | Shonan Bellmare     |
| 8 de abril | Kōfu      | Ventforet Kofu      | 1:3 (enlace roto disponible en Internet Archive; véase el historial, la primera versión y la última). | Matsumoto Yamaga    |
| 22 de abril | Matsumoto | Matsumoto Yamaga    | 2:4 (enlace roto disponible en Internet Archive; véase el historial, la primera versión y la última). | Sanfrecce Hiroshima |
| 22 de abril | Chōfu     | F.C. Tokyo          | 2:0                                                                                                   | Sagan Tosu          |
| 22 de abril | Kōfu      | Ventforet Kofu      | 2:2                                                                                                   | Albirex Niigata     |
| 20 de mayo | Chōfu     | F.C. Tokyo          | 2:1                                                                                                   | Ventforet Kofu      |
| 20 de mayo | Hiratsuka | Shonan Bellmare     | 2:1                                                                                                   | Matsumoto Yamaga    |
| 20 de mayo | Tosu      | Sagan Tosu          | 1:0                                                                                                   | Sanfrecce Hiroshima |
| 27 de mayo | Niigata   | Albirex Niigata     | 2:0                                                                                                   | Shonan Bellmare     |
| 27 de mayo | Hiroshima | Sanfrecce Hiroshima | 1:1                                                                                                   | F.C. Tokyo          |
| 27 de mayo | Kōfu      | Ventforet Kofu      | 0:0                                                                                                   | Sagan Tosu          |
| 3 de junio | Matsumoto | Matsumoto Yamaga    | 0:3                                                                                                   | Albirex Niigata     |
| 3 de junio | Hiratsuka | Shonan Bellmare     | 0:0                                                                                                   | F.C. Tokyo          |
| 3 de junio | Hiroshima | Sanfrecce Hiroshima | 2:0                                                                                                   | Ventforet Kofu      |

### Grupo B
| Equipo              | Pts | PJ | PG | PE | PP | GF | GC | DG |
| ------------------- | --- | -- | -- | -- | -- | -- | -- | -- |
| Nagoya Grampus      | 13  | 6  | 4  | 1  | 1  | 12 | 11 | +1 |
| Vissel Kobe         | 11  | 6  | 3  | 2  | 1  | 11 | 5  | +6 |
| Kawasaki Frontale   | 9   | 6  | 2  | 3  | 1  | 7  | 6  | +1 |
| Montedio Yamagata   | 8   | 6  | 2  | 2  | 2  | 10 | 11 | -1 |
| Yokohama F. Marinos | 6   | 6  | 2  | 0  | 4  | 7  | 7  | 0  |
| Shimizu S-Pulse     | 6   | 6  | 2  | 0  | 4  | 6  | 11 | -5 |
| Vegalta Sendai      | 5   | 6  | 1  | 2  | 3  | 6  | 8  | -2 |

| \| Fecha \| Lugar \| Local \| Resultado \| Visitante \| \| ----------- \| -------- \| ------------------- \| ----------------------------------------------------------------------------------------------------- \| ------------------- \| \| 18 de marzo \| Kawasaki \| Kawasaki Frontale \| 1:3 (enlace roto disponible en Internet Archive; véase el historial, la primera versión y la última). \| Nagoya Grampus \| \| 18 de marzo \| Tendō \| Montedio Yamagata \| 3:1 \| Shimizu S-Pulse \| \| 18 de marzo \| Sendai \| Vegalta Sendai \| 1:0 \| Yokohama F. Marinos \| \| 28 de marzo \| Yokohama \| Yokohama F. Marinos \| 2:0 \| Shimizu S-Pulse \| \| 28 de marzo \| Nagoya \| Nagoya Grampus \| 3:2 \| Vegalta Sendai \| \| 28 de marzo \| Kōbe \| Vissel Kobe \| 3:1 (enlace roto disponible en Internet Archive; véase el historial, la primera versión y la última). \| Montedio Yamagata \| \| 8 de abril \| Shizuoka \| Shimizu S-Pulse \| 0:2 \| Kawasaki Frontale \| \| 8 de abril \| Tendō \| Montedio Yamagata \| 3:3 \| Nagoya Grampus \| \| 8 de abril \| Sendai \| Vegalta Sendai \| 0:0 \| Vissel Kobe \| \| 22 de abril \| Kōbe \| Vissel Kobe \| 0:0 \| Kawasaki Frontale \| \| 22 de abril \| Nagoya \| Nagoya Grampus \| 1:0 (enlace roto disponible en Internet Archive; véase el historial, la primera versión y la última). \| Yokohama F. Marinos \| \| 22 de abril \| Shizuoka \| Shimizu S-Pulse \| 2:1 \| Vegalta Sendai \| \| 20 de mayo \| Kawasaki \| Kawasaki Frontale \| 1:1 \| Montedio Yamagata \| \| 20 de mayo \| Shizuoka \| Shimizu S-Pulse \| 1:2 (enlace roto disponible en Internet Archive; véase el historial, la primera versión y la última). \| Nagoya Grampus \| \| 20 de mayo \| Yokohama \| Yokohama F. Marinos \| 2:3 \| Vissel Kobe \| \| 27 de mayo \| Kōbe \| Vissel Kobe \| 1:2 \| Shimizu S-Pulse \| \| 27 de mayo \| Sendai \| Vegalta Sendai \| 1:2 \| Montedio Yamagata \| \| 27 de mayo \| Yokohama \| Yokohama F. Marinos \| 1:2 (enlace roto disponible en Internet Archive; véase el historial, la primera versión y la última). \| Kawasaki Frontale \| \| 3 de junio \| Kawasaki \| Kawasaki Frontale \| 1:1 \| Vegalta Sendai \| \| 3 de junio \| Nagoya \| Nagoya Grampus \| 0:4 \| Vissel Kobe \| \| 3 de junio \| Tendō \| Montedio Yamagata \| 0:2 \| Yokohama F. Marinos \| |          |                     | |                     |
| Fecha | Lugar    | Local               | Resultado                                                                                             | Visitante           |
| 18 de marzo | Kawasaki | Kawasaki Frontale   | 1:3 (enlace roto disponible en Internet Archive; véase el historial, la primera versión y la última). | Nagoya Grampus      |
| 18 de marzo | Tendō    | Montedio Yamagata   | 3:1                                                                                                   | Shimizu S-Pulse     |
| 18 de marzo | Sendai   | Vegalta Sendai      | 1:0                                                                                                   | Yokohama F. Marinos |
| 28 de marzo | Yokohama | Yokohama F. Marinos | 2:0                                                                                                   | Shimizu S-Pulse     |
| 28 de marzo | Nagoya   | Nagoya Grampus      | 3:2                                                                                                   | Vegalta Sendai      |
| 28 de marzo | Kōbe     | Vissel Kobe         | 3:1 (enlace roto disponible en Internet Archive; véase el historial, la primera versión y la última). | Montedio Yamagata   |
| 8 de abril | Shizuoka | Shimizu S-Pulse     | 0:2                                                                                                   | Kawasaki Frontale   |
| 8 de abril | Tendō    | Montedio Yamagata   | 3:3                                                                                                   | Nagoya Grampus      |
| 8 de abril | Sendai   | Vegalta Sendai      | 0:0                                                                                                   | Vissel Kobe         |
| 22 de abril | Kōbe     | Vissel Kobe         | 0:0                                                                                                   | Kawasaki Frontale   |
| 22 de abril | Nagoya   | Nagoya Grampus      | 1:0 (enlace roto disponible en Internet Archive; véase el historial, la primera versión y la última). | Yokohama F. Marinos |
| 22 de abril | Shizuoka | Shimizu S-Pulse     | 2:1                                                                                                   | Vegalta Sendai      |
| 20 de mayo | Kawasaki | Kawasaki Frontale   | 1:1                                                                                                   | Montedio Yamagata   |
| 20 de mayo | Shizuoka | Shimizu S-Pulse     | 1:2 (enlace roto disponible en Internet Archive; véase el historial, la primera versión y la última). | Nagoya Grampus      |
| 20 de mayo | Yokohama | Yokohama F. Marinos | 2:3                                                                                                   | Vissel Kobe         |
| 27 de mayo | Kōbe     | Vissel Kobe         | 1:2                                                                                                   | Shimizu S-Pulse     |
| 27 de mayo | Sendai   | Vegalta Sendai      | 1:2                                                                                                   | Montedio Yamagata   |
| 27 de mayo | Yokohama | Yokohama F. Marinos | 1:2 (enlace roto disponible en Internet Archive; véase el historial, la primera versión y la última). | Kawasaki Frontale   |
| 3 de junio | Kawasaki | Kawasaki Frontale   | 1:1                                                                                                   | Vegalta Sendai      |
| 3 de junio | Nagoya   | Nagoya Grampus      | 0:4                                                                                                   | Vissel Kobe         |
| 3 de junio | Tendō    | Montedio Yamagata   | 0:2                                                                                                   | Yokohama F. Marinos |

## Fase final

### Cuadro de desarrollo
|  | Cuartos de final    | Cuartos de final    | Cuartos de final    |   |                 | Semifinales       | Semifinales       | Semifinales       |  |                 | Final         | Final         |  |
|  | 2 y 6 de septiembre | 2 y 6 de septiembre | 2 y 6 de septiembre |   |                 | 7 y 11 de octubre | 7 y 11 de octubre | 7 y 11 de octubre |  |                 | 31 de octubre | 31 de octubre |  |
|  |                     |                     |                     |   |                 |                   |                   |                   |  |                 |               |               |  |
|  |                     |                     |                     |   |                 |                   |                   |                   |  |                 |               |               |  |
|  | Kashima Antlers     | 2                   | 3                   |   |                 |                   |                   |                   |  |                 |               |               |  |
|  | Kashima Antlers     | 2                   | 3                   |   |                 |                   |                   |                   |  |                 |               |               |  |
|  | F.C. Tokyo          | 2                   | 0                   |   |                 |                   |                   |                   |  |                 |               |               |  |
|  | F.C. Tokyo          | 2                   | 0                   |   | Kashima Antlers | 2                 | 4                 |                   |  |                 |               |               |  |
|  |                     |                     |                     |   | Kashima Antlers | 2                 | 4                 |                   |  |                 |               |               |  |
|  |                     |                     | Vissel Kobe         | 1 | 1               |                   |                   |                   |  |                 |               |               |  |
|  | Vissel Kobe         | 2                   | Vissel Kobe         | 1 | 1               | 2                 |                   |                   |  |                 |               |               |  |
|  | Vissel Kobe         | 2                   |                     |   |                 |                   |                   |                   |  |                 |               |               |  |
|  | Kashiwa Reysol      | 0                   | 3                   |   |                 |                   |                   |                   |  |                 |               |               |  |
|  | Kashiwa Reysol      | 0                   | 3                   |   |                 |                   |                   |                   |  | Kashima Antlers | 3             |               |  |
|  |                     |                     |                     |   |                 |                   |                   |                   |  | Kashima Antlers | 3             |               |  |
|  |                     |                     | Gamba Osaka         | 0 |                 |                   |                   |                   |  |                 |               |               |  |
|  | Nagoya Grampus      | 1                   | Gamba Osaka         | 0 | 2 (9)           |                   |                   |                   |  |                 |               |               |  |
|  | Nagoya Grampus      | 1                   |                     |   |                 |                   |                   |                   |  |                 |               |               |  |
|  | Gamba Osaka (p)     | 1                   | 2 (10)              |   |                 |                   |                   |                   |  |                 |               |               |  |
|  | Gamba Osaka (p)     | 1                   | 2 (10)              |   | Gamba Osaka     | 1                 | 2                 |                   |  |                 |               |               |  |
|  |                     |                     |                     |   | Gamba Osaka     | 1                 | 2                 |                   |  |                 |               |               |  |
|  |                     |                     | Albirex Niigata     | 2 | 0               |                   |                   |                   |  |                 |               |               |  |
|  | Urawa Red Diamonds  | 0                   | Albirex Niigata     | 2 | 0               | 3                 |                   |                   |  |                 |               |               |  |
|  | Urawa Red Diamonds  | 0                   |                     |   |                 |                   |                   |                   |  |                 |               |               |  |
|  | Albirex Niigata     | 5                   | 0                   |   |                 |                   |                   |                   |  |                 |               |               |  |
|  | Albirex Niigata     | 5                   | 0                   |   |                 |                   |                   |                   |  |                 |               |               |  |
|  |                     |                     |                     |   |                 |                   |                   |                   |  |                 |               |               |  |

- En cuartos de final y semifinales, el equipo de arriba es el que ejerció la localía en el partido de vuelta.
- Los horarios de los partidos corresponden al huso horario de Japón: (UTC+9)

### Cuartos de final
| 2 de septiembre de 2015, 19:04 | F.C. Tokyo                | 2:2 (1:1) | Kashima Antlers        | Estadio Ajinomoto, Chōfu                                   |                                                            |
|                                | Kawano 15' · Nakajima 88' | Reporte   | Akasaki 43' · Endō 61' | Asistencia: 10.443 espectadores Árbitro(s): Masaaki Iemoto | Asistencia: 10.443 espectadores Árbitro(s): Masaaki Iemoto |

| 6 de septiembre de 2015, 18:34 | Kashima Antlers               | 3:0 (1:0) | F.C. Tokyo | Estadio de Kashima, Kashima                            |                                                        |
|                                | Kanazaki 7', 60' · Endō 90+5' | Reporte   |            | Asistencia: 8.568 espectadores Árbitro(s): Minoru Tōjō | Asistencia: 8.568 espectadores Árbitro(s): Minoru Tōjō |

| 2 de septiembre de 2015, 19:00 | Kashiwa Reysol | 0:2 (0:0) | Vissel Kobe               | Estadio Hitachi, Kashiwa                                      |                                                               |
|                                |                | Reporte   | Ishizu 65' · Watanabe 85' | Asistencia: 4.442 espectadores Árbitro(s): Kōichirō Fukushima | Asistencia: 4.442 espectadores Árbitro(s): Kōichirō Fukushima |

| 6 de septiembre de 2015, 20:04 | Vissel Kobe               | 2:3 (1:2) | Kashiwa Reysol              | Estadio Conmemorativo de la Universiada, Kōbe          |                                                        |
|                                | Leandro 34' · Morioka 58' | Reporte   | Éderson 24', 51' · Kudō 31' | Asistencia: 6.330 espectadores Árbitro(s): Kenji Ōgiya | Asistencia: 6.330 espectadores Árbitro(s): Kenji Ōgiya |

| 2 de septiembre de 2015, 19:00 | Gamba Osaka | 1:1 (1:0) | Nagoya Grampus | Estadio de la Expo '70 de Osaka, Suita                     |                                                            |
|                                | Futagawa 6' | Reporte   | Noda 76'       | Asistencia: 6.064 espectadores Árbitro(s): Hiroyuki Kimura | Asistencia: 6.064 espectadores Árbitro(s): Hiroyuki Kimura |

| 6 de septiembre de 2015, 19:34 | Nagoya Grampus                                                                                  | 2:2 (1:1, 1:1) (t. s.)(9:10 p.) | Gamba Osaka                                                                                            | Estadio Atlético Mizuho, Nagoya                        |                                                        |
|                                | Noda 7' · Tanaka 105'                                                                           | [http://data.jleague.jp/SFMS02/?match_card_id=17819 (enlace roto disponible en Internet Archive; véase el historial, la primera versión y la última). Reporte] | Abe 41' · Iwashita 94'                                                                                 | Asistencia: 8.064 espectadores Árbitro(s): Jumpei Iida | Asistencia: 8.064 espectadores Árbitro(s): Jumpei Iida |
|                                |                                                                                                 | Tiros desde el punto penal | |                                                        |                                                        |
|                                | Tanaka · Noda · Taguchi · Takeuchi · Ogawa · Yano · Mochizuki · Isomura · Muta · Honda · Takagi | | Endō · Kurata · Konno · Patric · Lins · Iwashita · Ideguchi · J.Y. Kim · J.S. Oh · Fujiharu · Fujigaya |                                                        |                                                        |

| 2 de septiembre de 2015, 19:03 | Albirex Niigata                                                          | 5:0 (1:0) | Urawa Red Diamonds | Estadio del Gran Cisne, Niigata                               |                                                               |
|                                | Yamazaki 45+3' · Michael James 50' · Ibusuki 56', 75' · Rafael Silva 82' | Reporte   |                    | Asistencia: 7.603 espectadores Árbitro(s): Toshimitsu Yoshida | Asistencia: 7.603 espectadores Árbitro(s): Toshimitsu Yoshida |

| 6 de septiembre de 2015, 19:05 | Urawa Red Diamonds            | 3:0 (0:0) | Albirex Niigata | Estadio Saitama 2002, Saitama                             |                                                           |
|                                | Abe 55', 70' (pen.) · Lee 58' | Reporte   |                 | Asistencia: 16.781 espectadores Árbitro(s): Hajime Matsuo | Asistencia: 16.781 espectadores Árbitro(s): Hajime Matsuo |

### Semifinales
| 7 de octubre de 2015, 19:04 | Vissel Kobe | 1:2 (0:2) | Kashima Antlers            | Estadio Conmemorativo de la Universiada, Kōbe                 |                                                               |
|                             | Iwanami 70' | Reporte   | Yamamura 21' · Akasaki 39' | Asistencia: 6.162 espectadores Árbitro(s): Nobutsugu Murakami | Asistencia: 6.162 espectadores Árbitro(s): Nobutsugu Murakami |

| 11 de octubre de 2015, 14:04 | Kashima Antlers                             | 4:1 (1:1) | Vissel Kobe  | Estadio de Kashima, Kashima                             |                                                         |
|                              | Nakamura 16' · Kanazaki 53', 74' · Caio 82' | Reporte   | Watanabe 21' | Asistencia: 10.801 espectadores Árbitro(s): Kenji Ōgiya | Asistencia: 10.801 espectadores Árbitro(s): Kenji Ōgiya |

| 7 de octubre de 2015, 19:03 | Albirex Niigata                 | 2:1 (1:1) | Gamba Osaka | Estadio del Gran Cisne, Niigata                          |                                                          |
|                             | Yamamoto 36' · Rafael Silva 90' | Reporte   | Ōmori 33'   | Asistencia: 9.018 espectadores Árbitro(s): Hajime Matsuo | Asistencia: 9.018 espectadores Árbitro(s): Hajime Matsuo |

| 11 de octubre de 2015, 14:04 | Gamba Osaka               | 2:0 (0:0) | Albirex Niigata | Estadio de la Expo '70 de Osaka, Suita                      |                                                             |
|                              | Endō 57' · Fujiharu 90+4' | Reporte   |                 | Asistencia: 11.475 espectadores Árbitro(s): Hiroyuki Kimura | Asistencia: 11.475 espectadores Árbitro(s): Hiroyuki Kimura |

### Final
| 31 de octubre de 2015, 13:10 | Kashima Antlers                          | 3:0 (0:0) | Gamba Osaka | Estadio Saitama 2002, Saitama                              |                                                            |
|                              | S.H. Hwang 60' · Kanazaki 84' · Caio 86' | Reporte   |             | Asistencia: 50.828 espectadores Árbitro(s): Masaaki Iemoto | Asistencia: 50.828 espectadores Árbitro(s): Masaaki Iemoto |

#### Detalles
| 21         | Guardameta     | Hitoshi Sogahata  |     |
| 22         | Defensa        | Daigo Nishi       |     |
| 14         | Defensa        | Hwang Seok-Ho     |     |
| 3          | Defensa        | Gen Shōji         |     |
| 16         | Defensa        | Shūto Yamamoto    |     |
| 20         | Centrocampista | Gaku Shibasaki    |     |
| 40         | Centrocampista | Mitsuo Ogasawara  |     |
| 25         | Centrocampista | Yasushi Endō      | 66' |
| 13         | Centrocampista | Atsutaka Nakamura | 69' |
| 33         | Delantero      | Mū Kanazaki       |     |
| 18         | Delantero      | Shūhei Akasaki    | 81' |
| Entrenador | Entrenador     | Masatada Ishii    |     |

| 1          | Guardameta     | Masaaki Higashiguchi |     |
| 14         | Defensa        | Kōki Yonekura        |     |
| 3          | Defensa        | Takaharu Nishino     | 30' |
| 5          | Defensa        | Daiki Niwa           |     |
| 4          | Defensa        | Hiroki Fujiharu      |     |
| 15         | Centrocampista | Yasuyuki Konno       |     |
| 7          | Centrocampista | Yasuhito Endō        |     |
| 13         | Centrocampista | Hiroyuki Abe         | 65' |
| 39         | Centrocampista | Takashi Usami        |     |
| 11         | Centrocampista | Shū Kurata           | 78' |
| 29         | Delantero      | Patric               |     |
| Entrenador | Entrenador     | Kenta Hasegawa       |     |

| 7  | Centrocampista | Caio            | 66' |
| 34 | Delantero      | Yūma Suzuki     | 69' |
| 4  | Defensa        | Kazuya Yamamura | 81' |

| 8  | Defensa        | Keisuke Iwashita | 30' |
| 19 | Centrocampista | Kōtarō Ōmori     | 65' |
| 9  | Delantero      | Lins             | 78' |

| Anotado | 60' | Hwang Seok-Ho | 1-0 |
| Anotado | 84' | Mū Kanazaki   | 2-0 |
| Anotado | 86' | Caio          | 3-0 |

| Amonestado | 87' | Caio |

| Amonestado | 25' | Yasuyuki Konno |
| Amonestado | 89' | Patric         |
| Amonestado | 90' | Kōtarō Ōmori   |

| Árbitro             | Masaaki Iemoto    |
| Árbitros asistentes | Akane Yagi        |
| Árbitros asistentes | Takumi Takagi     |
| Cuarto árbitro      | Kazuyoshi Enomoto |

| 21         | Guardameta     | Hitoshi Sogahata  |     |
| 22         | Defensa        | Daigo Nishi       |     |
| 14         | Defensa        | Hwang Seok-Ho     |     |
| 3          | Defensa        | Gen Shōji         |     |
| 16         | Defensa        | Shūto Yamamoto    |     |
| 20         | Centrocampista | Gaku Shibasaki    |     |
| 40         | Centrocampista | Mitsuo Ogasawara  |     |
| 25         | Centrocampista | Yasushi Endō      | 66' |
| 13         | Centrocampista | Atsutaka Nakamura | 69' |
| 33         | Delantero      | Mū Kanazaki       |     |
| 18         | Delantero      | Shūhei Akasaki    | 81' |
| Entrenador | Entrenador     | Masatada Ishii    |     |

| 1          | Guardameta     | Masaaki Higashiguchi |     |
| 14         | Defensa        | Kōki Yonekura        |     |
| 3          | Defensa        | Takaharu Nishino     | 30' |
| 5          | Defensa        | Daiki Niwa           |     |
| 4          | Defensa        | Hiroki Fujiharu      |     |
| 15         | Centrocampista | Yasuyuki Konno       |     |
| 7          | Centrocampista | Yasuhito Endō        |     |
| 13         | Centrocampista | Hiroyuki Abe         | 65' |
| 39         | Centrocampista | Takashi Usami        |     |
| 11         | Centrocampista | Shū Kurata           | 78' |
| 29         | Delantero      | Patric               |     |
| Entrenador | Entrenador     | Kenta Hasegawa       |     |

| 7  | Centrocampista | Caio            | 66' |
| 34 | Delantero      | Yūma Suzuki     | 69' |
| 4  | Defensa        | Kazuya Yamamura | 81' |

| 8  | Defensa        | Keisuke Iwashita | 30' |
| 19 | Centrocampista | Kōtarō Ōmori     | 65' |
| 9  | Delantero      | Lins             | 78' |

| Anotado | 60' | Hwang Seok-Ho | 1-0 |
| Anotado | 84' | Mū Kanazaki   | 2-0 |
| Anotado | 86' | Caio          | 3-0 |

| Amonestado | 87' | Caio |

| Amonestado | 25' | Yasuyuki Konno |
| Amonestado | 89' | Patric         |
| Amonestado | 90' | Kōtarō Ōmori   |

| Árbitro             | Masaaki Iemoto    |
| Árbitros asistentes | Akane Yagi        |
| Árbitros asistentes | Takumi Takagi     |
| Cuarto árbitro      | Kazuyoshi Enomoto |

| Estadísticas       | Kashima Antlers | Gamba Osaka |
| ------------------ | --------------- | ----------- |
| Tiros              | 24              | 5           |
| Tiros al arco      | 8               | 1           |
| Faltas             | 15              | 15          |
| Tiros de esquina   | 12              | 2           |
| Penales            | 0               | 0           |
| Fueras de juego    | 0               | 0           |
| Posesión del balón | 54%             | 46%         |

|                                            |
| Bandera de Prefectura de Ibaraki           |
| Campeón invicto Kashima Antlers 6.º título |

## Estadísticas

### Goleadores
| Jugador                                     | Club                | Goles | PJ |
| ------------------------------------------- | ------------------- | ----- | -- |
| Kazuma Watanabe                             | Vissel Kobe         | 7     | 8  |
| Mū Kanazaki                                 | Kashima Antlers     | 5     | 5  |
| Ryōhei Yamazaki                             | Albirex Niigata     | 4     | 9  |
| Hiroshi Ibusuki                             | Albirex Niigata     | 4     | 9  |
| Takuma Asano                                | Sanfrecce Hiroshima | 4     | 5  |
| Elsinho                                     | Kawasaki Frontale   | 3     | 6  |
| Kōsuke Yamamoto                             | Albirex Niigata     | 3     | 8  |
| Última actualización: 31 de octubre de 2015 |                     |       |    |

### Mejor Jugador
| Jugador          | Club            |
| ---------------- | --------------- |
| Mitsuo Ogasawara | Kashima Antlers |

### Premio Nuevo Héroe
El Premio Nuevo Héroe es entregado al mejor jugador del torneo menor de 23 años.
| Jugador        | Club            |
| -------------- | --------------- |
| Shūhei Akasaki | Kashima Antlers |